# Figgjo Fajanse
Figgjo Fajanse A/S är en keramisk fabrik i Stavanger, Norge, grundad 1940.
Figgjo Fajanse har producerat lergods och fajans, senare även flintgods och eldfast gods. Fabriken har slagits samman med Stavangerflint. Bland formgivare verksamma vid Figgjo Fajanse märks Aini Stangeland 1946-1955, Ragnar Grimsrud från 1946, Rolf Frøyland 1941-1944 Turi Gramstad Oliver från 1961, Jørg Løve Nielsen från 1947 och Hermann Bongard från 1957.